# Piscataquis megye
Piscataquis megye az Amerikai Egyesült Államokban, azon belül Maine államban található. Megyeszékhelye és legnagyobb városa Dover-Foxcroft. Lakosainak száma 16 800 fő (2020. április 1.). Piscataquis megye Aroostook, Somerset és Penobscot megyékkel határos.

## Népesség
A megye népességének változása:
| Lakosok száma | 17 542 | 17 349 | 17 266 | 17 124 | 16 931 | 16 800 |
|               | 2010   | 2011   | 2012   | 2013   | 2015   | 2020   |